# Jacob Berliner
Jacob Berliner (* 31. März 1849 in Hannover; † 2. September 1918 ebenda) war ein deutscher Kaufmann.

## Geschichte
Jacob war ein Sohn des Kaufmanns Samuel Berliner und Bruder von Emil und Joseph, Manfred sowie Onkel von Cora Berliner.
Nachdem er aus dem Deutsch-Französischen Krieg 1870/71 als Soldat im Infanterie-Regiment „Hamburg“ (2. Hanseatisches) Nr. 76 schwer verwundet zurückgekehrt war, begann er mit dem Handel von Rohleder. Ab Ende 1880 belieferte Bruder Emil die Deutsche Reichspost mit Mikrofonen (Transmitter). 1883 wurde Jacob kaufmännischer Leiter der von Emil und Joseph zwei Jahre zuvor gegründeten J. Berliner Telephonfabrik in der Kniestrasse in Hannover. 1898 begann er mit der Vorbereitung der industriellen Fertigung von Leitungsdrähten nach Louis Hackethal und war zwei Jahre später gemeinsam mit seinen beiden Brüdern Gründer der Hackethal-Draht-Gesellschaft. 
Neben seinen gewerblichen Aktivitäten war Jacob Berliner seit 1885 Mitglied im Vorstand des jüdischen Wohltätigkeitsvereins und gleichzeitig Mitglied im Vorstand der Synagogengemeinde.
Beerdigt ist Jacob auf dem Jüdischen Friedhof An der Strangriede.